# ساکی اونو
ساکی اونو (انگلیسی: Saki Ueno؛ زادهٔ ۲۰ نوامبر ۱۹۹۴) بازیکن فوتبال اهل ژاپن است.
وی همچنین در تیم ملی فوتبال زنان ژاپن بازی کرده‌است.